# Fényes-fürdő Természetvédelmi Terület

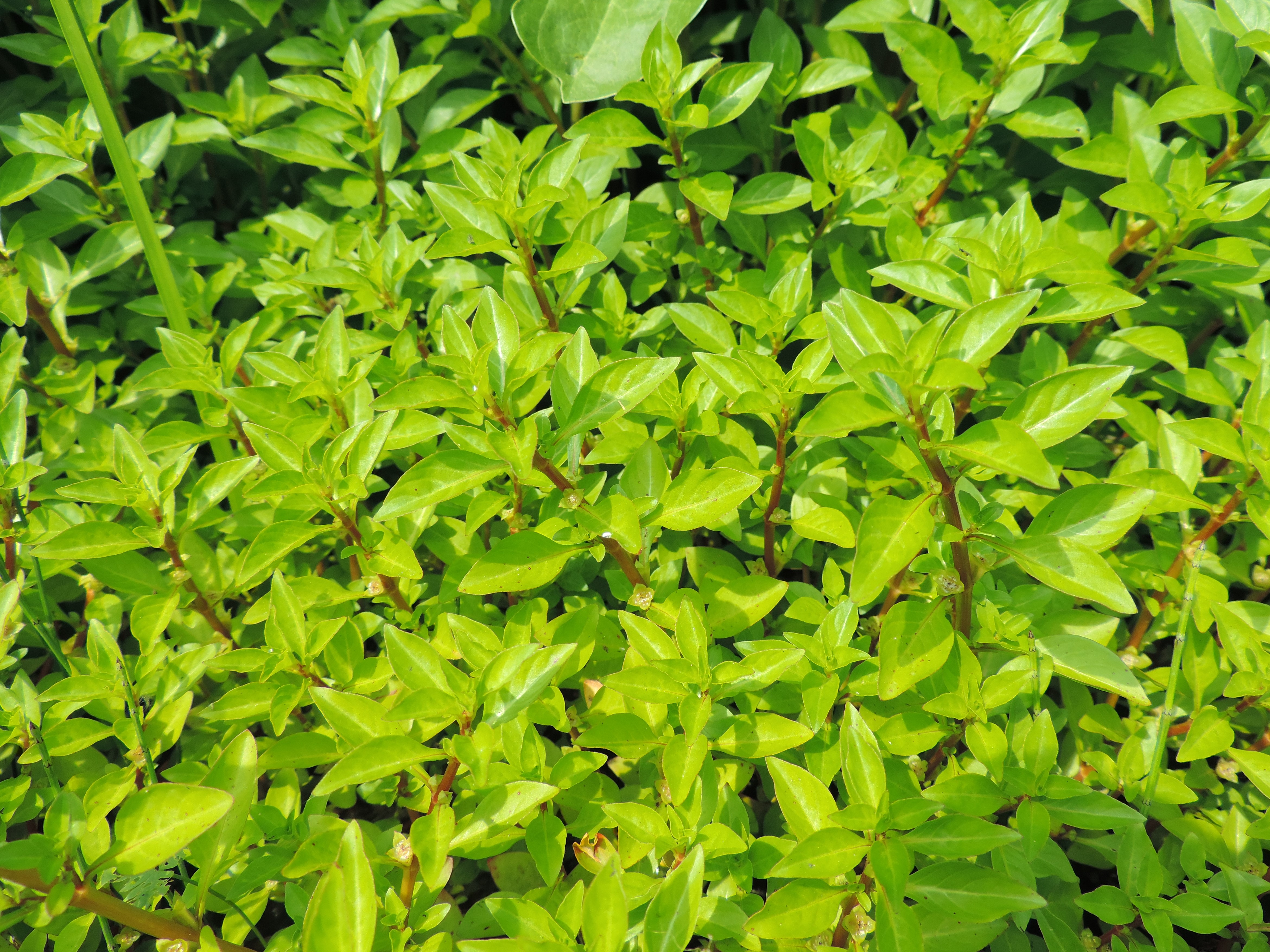
Közönséges tóalma (Ludwigia palustris)

A tatai Fényes-fürdő Természetvédelmi Terület a Duna–Ipoly Nemzeti Park egyik helyi jelentőségű, 26,36 ha-os természetvédelmi területe a tatai Fényes fürdő forrásai körül kialakult lápréten, a város központjától észak–északnyugatra, az Által-ér völgyében. A Tatai tavak rámszari terület része; közvetlenül szomszédos a Tatai Fényes-patak menti rétek és a 8-as Réti-tó és Réti-tavak környéke természetvédelmi területekkel.

## Története
1977-ben kapott védelmet; törzskönyvi száma: 10/29/TT/77.
A fürdőt tápláló három karsztforrás a szénbányászat megcsapoló hatása miatt 1973 körül elapadt. A bányák bezárása után, 2001–2003 között a források újraindultak. Belőlük jelenleg enyhén szénsavas, 20–22°C-os víz tör fel, emiatt a forrástavak télen sem fagynak be.
A rétek legnagyobb forrástava a Feneketlen-tó volt, mélysége Fényes Elek 1848-as leírása szerint 18–20 m lehetett. Az alig 15 m átmérőjű  tó mikrofaunája még az 1970-es években is meglepően gazdag volt.
A rámszari területet 2006-ban jelölték ki.
2015-ben, uniós támogatásból alakították ki a Fényes tanösvény bemutató sétautat és látogatóközpontot.

## Élővilága
A források alatti vizenyős területen láprét és láperdő (égerliget) alakult ki. Ezekből a növénytársulásokból csaknem háromszáz növényfajt írtak le. A ritkább, védett fajok:
- közönséges tóalma (Ludwigia palustris)
- apró rence (Utricularia minor)
- fehér zászpa (Veratrum album)
- pókbangó (Ophrys sphegodes)
- tavaszi tőzike (Leucojum vernum)
- fehér tündérrózsa (Nymphaea alba)
- selymes boglárka (Ranunculus illyricus)
- poloskaszagú kosbor (Orchis coriophora)
- szúnyoglábú bibircsvirág (Gymnadenia conopsea)

A rámszari terület kijelölésének fő szempontja az volt, hogy az Által-ér völgye fontos szerepet játszik a tavaszi és őszi madárvonulásban — alapvetően mint a vonuló madarak pihenő- és táplálkozóhelye. Emellett jelentős a terület saját madárvilága is. Védett fajok:
- erdei fülesbagoly (Asio otus),
- pettyes vízicsibe (Porzana porzana),
- cigányréce (Aythya nyroca, fokozottan védett).

## A látogatóközpont
A látogatóközpont modern épülete a tanösvény eleje mellett áll. Benne kiállítás mutatja be a helyi élővilágot. Előtte egy 14 méter magas, fából ácsolt torony az alkotók szándéka szerint azt jelzi, milyen magasba szökne a karsztvíz, ha szabadon törhetne föl.

## A Fényes tanösvény
A tizennyolc állomással tagolt, 1350 m hosszú ökoturisztikai útvonal interaktívan mutatja be a fürdő területének természeti kincseit. Az útvonal nagyobb részeit pallókon járhatják be a látogatók, másokat kötélhídon, illetve kézzel vontkal. A tanösvényhez kapcsolódik a látogatóközpont kiállítása, amit különféle foglalkozások egészítenek ki.
A tanösvény első szakasza szabadon látogatható, a természetvédelmi területen kialakított második szakasz csak túravezetővel. Az állomásokon információs táblák mutatják be az élővilágot és a különféle természeti jelenségeket.
A túra a Sarki-forrás tó mellett kezdődik, majd az ösvény kettéágazik, hogy körtúrát tegyen lehetővé. A Nagy-Égeres nevű erdőrészben kilátótornyot építettek. A Grófi-tó és forrása a strand kerítésén belül, a szauna mellett van, tehát csak szezonon kívül (októbertől áprilisig) látogatható,